# Tessères de Sudenitsa
Sudenitsa Tesserae
Pour les articles homonymes, voir Sudenitsa.
Les tessères de Sudenitsa (désignation internationale : Sudenitsa Tesserae) sont un ensemble de terrains polygonaux situé sur Vénus dans un quadrangle inconnu. Il a été nommé en référence aux Sudenitsa, trois sœurs et déesses slaves du destin.